# Cultura generale (album)
Cultura generale è il quinto album in studio del gruppo rock italiano Ministri, pubblicato nel 2015. Il disco debutta alla terza posizione della classifica F.I.M.I dei dischi più venduti in Italia.

## Il disco
Il disco è stato prodotto dallo statunitense Gordon Raphael, produttore di The Strokes, Regina Spektor e altri, e registrato tutto in presa diretta tra aprile e maggio 2015 a Berlino negli studi della Funkhaus, ex storica sede della radio pubblica della DDR.
Il primo singolo estratto dal disco è stato Estate povera, pubblicato in agosto, seguito da Idioti. Il video di questo secondo brano è stato diretto da Davide Fois.

## Tracce
1. Cronometrare la polvere – 4:13
2. Balla quello che c'è – 3:59
3. Estate povera – 3:41
4. Le porte – 3:51
5. Macchine sportive – 2:56
6. Io sono fatto di neve – 4:21
7. Idioti – 3:38
8. Lei non deve stare male mai – 3:42
9. Il giorno che riprovo a prendermi – 3:31
10. Vivere da signori – 3:23
11. Cultura generale – 2:20
12. Sabotaggi – 4:38
13. Il Quartiere (bonus track) – 3:38

## Formazione
- Davide "Divi" Autelitano - voce, basso
- Federico Dragogna - chitarra, seconda voce
- Michele Esposito - batteria

altri
- Gordon Raphael - pianoforte su Cultura generale

## Classifiche

### Classifiche settimanali
| Classifica (2015) | Posizione massima |
| ----------------- | ----------------- |
| Italia            | 3                 |